# Spagna al Junior Eurovision Song Contest
La Spagna ha partecipato 11 volte sin dal suo debutto nel 2003. La rete che ha curato le varie partecipazioni è la RTVE.
Arriva al secondo posto nel 2003 mentre nel 2004 vince il suo primo concorso grazie a María Isabel e alla sua canzone Antes muerta que sencilla, brano che poi diventerà un singolo del suo album di debutto ¡No me toques las palmas que me conozco!.
Giungono al secondo posto di nuovo l'anno successivo. Nel 2006 arrivano al quarto posto e si ritirano nel 2007 in quanto, secondo l'allora direttore dell'emittente iberica, "promuove stereotipi che non condividiamo".
Il 25 giugno 2019, dopo 12 anni di assenza, l'emittente spagnola annuncia il ritorno alla competizione, conquistando un terzo posto, bissato poi l'anno successivo.
Il 14 febbraio 2024 è stato annunciato che avrebbe ospitato la ventiduesima edizione del concorso.

## Partecipazioni
- Primo posto
- Secondo posto
- Terzo posto
- Ultimo posto

| Anno                                    | Artista          | Canzone                   | Lingua   | Posizione | Posizione |
| Anno                                    | Artista          | Canzone                   | Lingua   | Finale    | Punti     |
| --------------------------------------- | ---------------- | ------------------------- | -------- | --------- | --------- |
| 2003                                    | Sergio           | Desde el cielo            | Spagnolo | 2º        | 125       |
| 2004                                    | María Isabel     | Antes muerta que sencilla | Spagnolo | 1º        | 171       |
| 2005                                    | Antonio José     | Te traigo flores          | Spagnolo | 2º        | 146       |
| 2006                                    | Dani Fernández   | Te doy mi voz             | Spagnolo | 4º        | 90        |
| Nessuna partecipazione dal 2007 al 2018 |                  |                           |          |           |           |
| 2019                                    | Melani García    | Marte                     | Spagnolo | 3º        | 212       |
| 2020                                    | Soleá            | Palante                   | Spagnolo | 3º        | 133       |
| 2021                                    | Levi Díaz        | Reír                      | Spagnolo | 15º       | 77        |
| 2022                                    | Carlos Higes     | Señorita                  | Spagnolo | 6º        | 137       |
| 2023                                    | Sandra Valero    | Loviu                     | Spagnolo | 2º        | 201       |
| 2024                                    | Chloe DelaRosa   | Como la Lola              | Spagnolo | 6º        | 144       |
| 2025                                    | Gonzalo Pinillos |                           |          |           |           |

## Storia delle votazioni
Al 2021, le votazioni della Spagna sono state le seguenti: 
Punti dati
| Posizione | Stato                   | Punti |
| --------- | ----------------------- | ----- |
| 1         | Romania                 | 42    |
| 2         | Bielorussia Paesi Bassi | 30    |
| 4         | Danimarca               | 26    |
| 5         | Francia                 | 26    |

Punti ricevuti
| Posizione | Stato              | Punti |
| --------- | ------------------ | ----- |
| 1         | Paesi Bassi        | 51    |
| 2         | Bielorussia        | 44    |
| 3         | Macedonia del Nord | 42    |
| 4         | Romania            | 40    |
| 5         | Belgio             | 39    |

## Organizzazione dell'evento
| Anno | Città  | Luogo       | Conduttori                                |
| ---- | ------ | ----------- | ----------------------------------------- |
| 2024 | Madrid | Caja Mágica | Ruth Lorenzo, Marc Clotet e Melani García |